# Spunsugar
Spunsugar är ett svenskt shoegazingband bildat år 2018 i Malmö. Gruppen beskriver sig själv som ett alternativt rockband influerad av shoegazing.
Deras första EP, Mouth Full Of You släpptes 2019 och deras debutalbum, Drive-Through Chapel gavs ut 2020.

## Biografi
Cordelia Moreau (gitarr) och Elin Ramstedt (sång/gitarr) växte upp i samma stad och träffades när de var tretton år. Deras gemensamma kärlek till shoegazing, noise rock och drömpop ledde till att de startade ett kortlivat band när de var femton.
Efter att de båda flyttat till Malmö spelade de in två lo-fi låtar i Cordelias studentlägenhet 2018. Cordelias klasskamrat, Felix Sjöström, gick med i bandet som basist, efter att ha hört låtarna. Under namnet Spunsugar skrev de 2019 kontrakt med skivbolaget Adrian Recordings. Samma år släpptes deras första EP, Mouth Full Of You. Bandet följde upp med sitt första album Drive-Through Chapel 2020.
På grund av coronapandemin kunde inte bandet åka på turné. istället spelade de in EP:n, Things That I Confuse, som släpptes 2021.
Spunsugars inspiration kommer från den brittiska undergroundscenen från 70 till 90-talet. Andra nämnda influenser är My Bloody Valentine, The Cure och Joy Division.

## Diskografi
Album
- 2020 – Drive-Through Chapel
- 2023 – A Hole Forever

EP
- 2019 – Mouth Full Of You
- 2021 – Things That I Confuse

Singlar
- 2019 – Native Tongue
- 2019 – I Shouldn't Care
- 2020 – Happier Happyless
- 2021 – (You Never) Turn Around
- 2021 – Rodan
- 2023 – Skin Unwell
- 2023 – It Never Gave Me Anything
- 2023 – San Jose
- 2023 – White Sneakers